# Ise Jingu

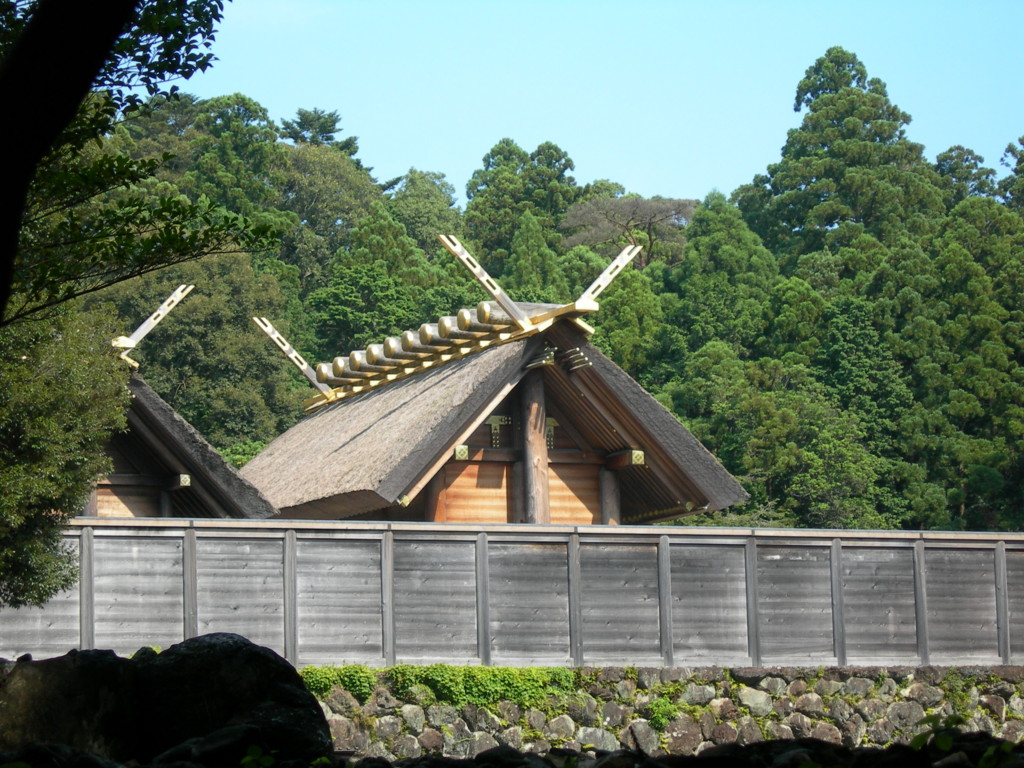
"Naikū, Schrijn van Ise"

De Ise Jingū (te vertalen als grote schrijn van Ise) is een complex van Shintoschrijnen, gelegen in de stad Ise in de prefectuur Mie. Doorgaans wordt de naam gebruikt om te refereren aan de twee primaire schrijnen; de Naikū (内宮) en Gekū (外宮).

## Achtergrond
De binnenste schrijn, Naikū, ligt in de plaats Ujitachi, ten zuiden van Centraal-Ise en is gewijd aan de godin Amaterasu-ōmikami. De andere schrijn, Gekū, ligt ongeveer zes kilometer van Naikū en is gewijd aan Toyouke no ōmikami, de godheid van landbouw en industrie. Naast Naikū en Gekū bevat het complex nog ongeveer 123 andere schrijnen, waarvan 91 verbonden met Naikū en 32 met Gekū.
De schrijn was volgens de overlevering de standplaats van de Heilige Spiegel. Het is een van de heiligste en belangrijkste plekken binnen het Shintoïsme. Toegang tot de locatie is sterk aan banden gelegd; bezoekers mogen doorgaans niet meer zien dan de daken van de centrale gebouwen. De gebouwen zelf staan verborgen achter houten schuttingen. De hogepriesters en -priesteressen van de Ise Jingū moeten traditiegetrouw afkomstig zijn uit de Japanse keizerlijke familie. Momenteel wordt die waardigheid bekleed door Sayako Kuroda, de dochter van de voormalige keizer Akihito.
Het grondgebied van de schrijnen maakt deel uit van het Nationaal Park Ise-Shima.

## Schrijnen en andere faciliteiten
| naam                    | kanji      | gewijd aan                                                                    | kanji                                | locatie            |
| ----------------------- | ---------- | ----------------------------------------------------------------------------- | ------------------------------------ | ------------------ |
| Kōtai Jingū (Naikū)     | 皇大神宮   | Amaterasu Ōmikami Ameno Tajikarao no kami Yorozuhata-Toyoakitsuhime no mikoto | 天照大御神 天手力男神 万幡豊秋津姫命 | Ujitachi, Ise city |
| Toyouke Daijingū (Gekū) | 豊受大神宮 | Toyouke no Ōmikami 3 Mitomo no kami                                           | 豊受大御神 御伴神3座                 | Toyokawa, Ise city |

|    | naam                           | kanji        | gewijd aan                                | kanji                 | locatie                                |
| -- | ------------------------------ | ------------ | ----------------------------------------- | --------------------- | -------------------------------------- |
| 1  | Aramatsuri no miya             | 荒祭宮       | Amaterasu Ōmikami no Aramitama            | 天照大御神荒御魂      | in Naikū                               |
| 2  | Tsukiyomi no miya              | 月讀宮       | Tsukiyomi no mikoto                       | 月讀尊                | Nakamura, Ise city                     |
| 3  | Tsukiyomi no Aramitama no miya | 月讀荒御魂宮 | Tsukiyomi no mikoto no Aramitama          | 月讀尊荒御魂          | in Tsukiyomi no miya                   |
| 4  | Izanagi no miya                | 伊佐奈岐宮   | Izanagi no mikoto                         | 伊佐奈岐尊            | in Tsukiyomi no miya                   |
| 5  | Izanami no miya                | 伊佐奈弥宮   | Izanami no miya                           | 伊佐奈弥尊            | in Tsukiyomi no miya                   |
| 6  | Takihara no miya               | 瀧原宮       | Amaterasu Ōmikami no Mitama               | 天照大御神御魂        | Takihara, Taiki town, Watarai district |
| 7  | Takihara no narabi no miya     | 瀧原竝宮     | Amaterasu Ōmikami no Mitama               | 天照大御神御魂        | in Takihara no miya                    |
| 8  | Izawa no miya                  | 伊雑宮       | Amaterasu Ōmikami no Mitama               | 天照大御神御魂        | Isobe-chō-Kaminogō, Shima city         |
| 9  | Yamatohime no miya             | 倭姫宮       | Yamatohime no miya                        | 倭姫命                | Kusube, Ise city                       |
| 10 | Kazahinomi no miya             | 風日祈宮     | SInatsuhiko no mikoto Shinatobe no mikoto | 級長津彦命 級長戸辺命 | in Naikū                               |

|   | naam              | kanji    | gewijd aan                                           | kanji                   | locatie            |
| - | ----------------- | -------- | ---------------------------------------------------- | ----------------------- | ------------------ |
| 1 | Taka no miya      | 多賀宮   | Toyouke no Ōmikami no Aramitama                      | 豊受大御神荒御魂        | in Gekū            |
| 2 | Tsuchi no miya    | 土宮     | Ōtsuchi no mioya no kami                             | 大土御祖神              | in Gekū            |
| 3 | Tsukiyomi no miya | 月夜見宮 | Tsukiyomi no mikoto Tsukiyomi no mikoto no Aramitama | 月夜見尊 月夜見尊荒御魂 | Miyajiri, Ise city |
| 4 | Kaze no miya      | 風宮     | SInatsuhiko no mikoto Shinatobe no mikoto            | 級長津彦命 級長戸辺命   | in Gekū            |

|    | naam                | kanji          | gewijd aan                                                             | kanji                                  | locatie                                          |
| -- | ------------------- | -------------- | ---------------------------------------------------------------------- | -------------------------------------- | ------------------------------------------------ |
| 1  | Asakuma jinja       | 朝熊神社       | Ōtoshi no kami Kokemushi no kami Asakuma no mizu no kami               | 大歳神 苔虫神 朝熊水神                 | Asama, Ise city                                  |
| 2  | Asakuma mimae jinja | 朝熊御前神社   | Asakuma no mimae no kami                                               | 朝熊御前神                             | in Asakuma jinja                                 |
| 3  | Sonai (Sonō) jinja  | 園相神社       | Sonahihiko no mikoto Mimae no kami                                     | 曾奈比比古命 御前神                    | Tsumura, Ise city                                |
| 4  | Kamo jinja          | 鴨神社         | Ishikorowake no mikoto Mimae no kami                                   | 石己呂和居命 御前神                    | Yamagammi, Tamaki, Watarai district              |
| 5  | Tanoe jinja         | 田乃家神社     | Ōkami no samukawa no kami                                              | 大神御滄川神                           | Yano, Tamaki, Watarai district                   |
| 6  | Tanoe mimae jinja   | 田乃家御前神社 | Mimae no kami                                                          | 御前神                                 | same as Tanoe jinja                              |
| 7  | Kano jinja          | 蚊野神社       | Ōkami no mikage no- kawa no kami                                       | 大神御蔭川神                           | Kano, Tamaki, Watarai district                   |
| 8  | Kano mimae jinja    | 蚊野御前神社   | Mimae no kami                                                          | 御前神                                 | same as Kano jinja                               |
| 9  | Yuta jinja          | 湯田神社       | Ōtoshi no mioya no mikoto Mimae no kami                                | 大歳御祖命 御前神                      | Obata-chō-Yuta, Ise city                         |
| 10 | Ōtsuchi mioya jinja | 大土御祖神社   | Ōkunitama no mikoto Mizusasarahiko no mikoto Mizusasarahime no mikoto  | 大国玉命 水佐佐良比古命 水佐佐良比賣命 | Kusube, Ise city                                 |
| 11 | Kunitsu mioya jinja | 国津御祖神社   | Ujihime no mikoto Tamurahime no mikoto                                 | 宇治比賣命 田村比賣命                  | in Ōtoshi mioya jinja                            |
| 12 | Kuchira jinja       | 朽羅神社       | Chiyorihime no mikoto Chiyorihiko no mikoto                            | 千依比賣命 千依比古命                  | Hara, Tamaki, Watarai district                   |
| 13 | Ujiyōda jinja       | 宇治山田神社   | Yamatahime no mikoto                                                   | 山田姫命                               | Nakamura, Ise city                               |
| 14 | Tsunaga jinja       | 津長神社       | Sunagahime no mikoto                                                   | 栖長比賣命                             | Uji-Imazaike, Ise city (in front of Kōtai Jingū) |
| 15 | Katada jinja        | 堅田神社       | Samitsuhime no mikoto                                                  | 佐見都比女命                           | Futami-chō-Chaya, Ise city                       |
| 16 | Ōmizu jinja         | 大水神社       | Ōyamazumi no mioya no mikoto                                           | 大山祇御祖命                           | Uji-imazaike, Ise city (in front of Kōtai Jingū) |
| 17 | E jinja             | 江神社         | Nagakuchime no mikoto Ōtoshi no mioya no mikoto Ukano mitama no mikoto | 長口女命 大歳御祖命 宇加乃御玉命       | Futami-chō-E, Ise city                           |
| 18 | Kōzaki jinja        | 神前神社       | Arasakihime no mikoto                                                  | 荒崎比賣命                             | Futami-chō-Matsushita, Ise city                  |
| 19 | Awamiko jinja       | 粟皇子神社     | Susanō no mikoto no Mitama no- michinushi no mikoto                    | 須佐乃乎命御玉道主命                   | Futami-chō-Matsushita, Ise city                  |
| 20 | Kawara jinja        | 川原神社       | Tsukiyomi no mikoto no Mitama                                          | 月讀尊御魂                             | Sōchi, Ise city                                  |
| 21 | Kugutsuhime jinja   | 久具都比賣神社 | kugutsuhime no mikoto kugutsuhiko no mikoto MImae no kami              | 久具都比賣命 久具都比古命 御前神       | Kamikugu, Watarai town, Watarai district         |
| 22 | Narahara jinja      | 奈良波良神社   | Naraharahime no mikoto                                                 | 那良原比女命                           | Miyako, Tamaki town, Watarai district            |
| 23 | Sugihara jinja      | 棒原神社       | Ama no subarume no mikoto- no Mitama Mimae no kami                     | 天須婆留女命御魂 御前神                | Kami-Tanui, Tamaki town, Watarai district        |
| 24 | Mifune jinja        | 御船神社       | Ōkami no mikage no- kawa no mikoto                                     | 大神御蔭川神                           | Toba, Taki town, Taki district                   |
| 25 | Sakatekunari jinja  | 坂手国生神社   | Takaminakami no mikoto (Takaminakami no kami)                          | 高水上命 (高水上神)                    | Kami-Tanui, Tamaki town, Watarai district        |
| 26 | Satakunari jinja    | 狭田國生神社   | Hayakawahiko no mikoto Hayakawahime no mikoto Yamazue no Mitama        | 速川比古命 速川比女命 山末御魂         | Sata, Tamaki town, Watarai district              |
| 27 | Takihara jinja      | 多岐原神社     | Manako no Kami                                                         | 真奈胡の神                             | Misegawa, Taiki town, Watarai district           |

|    | naam                        | kanji              | gewijd aan                                   | kanji                       | locatie                               |
| -- | --------------------------- | ------------------ | -------------------------------------------- | --------------------------- | ------------------------------------- |
| 1  | Kusanagi jinja              | 草奈伎神社         | Mishirushi no tsurugi no kami                | 御剣仗神 (標劔仗神)         | Tokiwa, Ise city                      |
| 2  | Ōmakunari jinja             | 大間国生神社       | Ōwakako no mikoto Otowakako no mikoto        | 大若子命 乙若子命           | Tokiwa, Ise city                      |
| 3  | Watarai kuimii jinja        | 度会国御神社       | Hikokunimigakitakeyotsuka no mikoto          | 彦国見賀岐建與束命          | in Gekū                               |
| 4  | Watarai ōkunitamahime jinja | 度会大国玉比賣神社 | Ōkunitama no mikoto Mizusasarahime no mikoto | 大国玉姫命 弥豆佐佐良比賣命 | in Gekū                               |
| 5  | Tanoe ōmizu jinja           | 田上大水神社       | Ogoto kan-nushi                              | 小事神主                    | Fujisato, Ise city                    |
| 6  | Tanoe ōmizu mimae jinja     | 田上大水御前神社   | Miyako                                       | 宮子                        | in Tanoe ōmizu jinja                  |
| 7  | Shitomi jinja               | 志等美神社         | Kukunochi no kami                            | 久久能智神                  | Tsujikuru, Ise city                   |
| 8  | Ōkōchi jinja                | 大河内神社         | Ōyamazumi no kami                            | 大山祇神                    | in Shitomi jinja                      |
| 9  | Kiyonoiba jinja             | 清野井庭神社       | Kayanohime no mikoto                         | 草野姫命                    | Tokiwa, Ise city                      |
| 10 | Takagawara jinja            | 高河原神社         | Tsukiyomi no mikoto no Mitama                | 月夜見尊御魂                | in Tsukiyomi no miya (Gekū, 月夜見宮) |
| 11 | Kawara jinja                | 河原神社           | Kawa no kami                                 | 川神                        | Misono-chō-Shingai, Ise city          |
| 12 | Kawarabuchi jinja           | 河原淵神社         | Sawahime no mikoto                           | 澤姫命                      | Funae, Ise city                       |
| 13 | Yamazue jinja               | 山末神社           | Ōyamatsuhime no mikoto                       | 大山津姫命                  | in Gekū                               |
| 14 | Usunono jinja               | 宇須乃野神社       | Usunome no mikoto                            | 宇須乃女命                  | Misono-chō-Takabuku, Ise city         |
| 15 | Mike jinja                  | 御食神社           | Minato no miketsu kami                       | 水戸御饗都                  | Kamiyashiro, Ise city                 |
| 16 | Obata jinja                 | 小俣神社           | Uka no Mitama no kami                        | 宇賀御魂神                  | Obata-chō-motomachi, Ise city         |

|    | naam               | kanji      | gewijd aan                                                                | kanji                                      | locatie                                    |
| -- | ------------------ | ---------- | ------------------------------------------------------------------------- | ------------------------------------------ | ------------------------------------------ |
| 1  | Kamoshimo jinja    | 鴨下神社   | Ishikorowake no mikoto Kamohiko no mikoto Kamohime no mikoto              | 石己呂和居命 鴨比古命 鴨比賣命             | Katsuta, Tamaki, Watarai district          |
| 2  | Tsubura jinja      | 津布良神社 | Tsuburahiko no mikoto Tsuburahime no mikoto                               | 津布良比古命 津布良比賣命                  | Tsubura, Tamaki, Watarai district          |
| 3  | Ashihara jinja     | 葦原神社   | Sasatsuhiko no mikoto Ukano Mitama no mioya no mikoto Ikarihime no mikoto | 佐佐津比古命 宇加乃御魂御祖命 伊加利比売命 | in Tsukiyomi no miya (Naikū, 月讀宮)       |
| 4  | Ogoso jinja        | 小社神社   | Takaminakami mikoto)                                                      | 高水上命                                   | Ogoso-Sone, Tamaki, Watarai district       |
| 5  | Komori jinja       | 許母利神社 | Awashima no kami no mitama                                                | 粟嶋神御魂                                 | same as Kōzaki jinja                       |
| 6  | Niikawa jinja      | 新川神社   | Niikawahime no mikoto                                                     | 新川比賣命                                 | same as Tsunaga jinja                      |
| 7  | Iwai jinja         | 石井神社   | Takaminakami no mikoto                                                    | 高水上命                                   | same as Tsunaga jinja                      |
| 8  | Uji no nuki jinja  | 宇治乃奴鬼 | Takaminakami no mikoto                                                    | 高水上命                                   | Ōtoshi mioya jinja                         |
| 9  | Kanumi jinja       | 加努弥神社 | Inayorihime no mikoto                                                     | 稲依比女命                                 | Kanome (Kanomi), Ise city without building |
| 10 | Kawaai jinja       | 川相神社   | Hosokawa no mizu no kami                                                  | 細川水神                                   | same as Ōmizu jinja                        |
| 11 | Kumabuchi jinja    | 熊淵神社   | Takiōtoji no kami                                                         | 多支大刀自神                               | same as Ōmizu jinja                        |
| 12 | Arasaki jinja      | 荒前神社   | Arasakihime no mikoto                                                     | 荒前比賣命                                 | same as Kōzaki jinja                       |
| 13 | Najime jinja       | 那自売神社 | Ōminakami no mioya no mikoto Mimonosusohime no mikoto                     | 大水上御祖命 御裳乃須蘇比賣命              | same as Ujiyōda jinja                      |
| 14 | Ashidate jinja     | 葦立弖神社 | Tamayarahime no mikoto                                                    | 玉移良比女命                               | same as Kunitsu mioya jinja                |
| 15 | Mumino jinja       | 牟弥乃神社 | Samukawahiko no mikoto Samukawahime no mikoto                             | 寒川比古命 寒川比女命                      | same as Mifune jinja                       |
| 16 | Kagaminomiya jinja | 鏡宮神社   | Iwanoue no futatsu no mikagami no mitama                                  | 岩上二面神鏡霊                             | Asama, Ise city                            |

|   | naam           | kanji      | gewijd aan                       | kanji        | locatie                         |
| - | -------------- | ---------- | -------------------------------- | ------------ | ------------------------------- |
| 1 | Igari jinja    | 伊我理神社 | Igarihime no mikoto              | 伊我理比女命 | in Gekū                         |
| 2 | Agata jinja    | 縣神社     | Agata no kami                    | 縣神         | same as Usuno no jinja          |
| 3 | Inaka jinja    | 井中神社   | Inaka no kami                    | 井中神       | same as Ikari jinja             |
| 4 | Uchikake jinja | 打縣神社   | Uchikake myōjin                  | 打縣名神     | in Shitomi jinja                |
| 5 | Akasaki jinja  | 赤崎神社   | Arasakihime no mikoto            | 荒崎姫命     | Toba, Toba city                 |
| 6 | Mori jinja     | 毛理神社   | Ki no kami                       | 木神         | same as Kawara jinja (河原神社) |
| 7 | Ōtsu jinja     | 大津神社   | Ashihara kami (Ashihara no kami) | 葦原神       | in Gekū                         |
| 8 | Shioya jinja   | 志宝屋神社 | Shiotsuchi no oji                | 塩土老翁     | Ōminato, Ise city               |

|    | naam                                           | kanji                 | gewijd aan                                      | kanji                    | locatie                                          |
| -- | ---------------------------------------------- | --------------------- | ----------------------------------------------- | ------------------------ | ------------------------------------------------ |
| 1  | Takimatsuri no kami                            | 瀧祭神                | Takimatsuri no Ōkami                            | 瀧祭大神                 | in Naikū without building                        |
| 2  | Okitama no Kami                                | 興玉神                | Okitama no Kami                                 | 興玉神                   | in Naikū Shogū without building                  |
| 3  | Miyabi no kami                                 | 宮比神                | Miyabi no kami                                  | 宮比神                   | in Naikū Shogū without building                  |
| 4  | Yanohahiki no kami                             | 屋乃波比伎神          | Yanohahiki no kami                              | 屋乃波比伎神             | in Naikū Shogū without building                  |
| 5  | Misakadono                                     | 御酒殿                | Misakadono no kami                              | 御酒殿神                 | in Naikū                                         |
| 6  | Mishine no mikura                              | 御稲御倉              | Mishine no mikura no kami                       | 御稲御倉神               | in Naikū                                         |
| 7  | Yuki no mikura                                 | 由貴御倉              | Yuki no mikura no kami                          | 由貴御倉神               | inNaikū                                          |
| 8  | Miya no meguri no kami                         | 四至神                | Miya no meguri no kami                          | 四至神                   | in Naikū without building                        |
| 9  | Kan-Hatori hatadono jinja                      | 神服織機殿神社        | Kan-hatori hatadono no- mamori no kami          | 神服織機殿神社鎮守神     | Ōgaito, Matsusaka city                           |
| 10 | Massha of Kan-Hatori hatadono jinja; 8 shrines | 神服織機殿神社末社8所 | Kan-hatori hatadono no- mamori no mimae no kami | 神服織機殿神社鎮守御前神 | in Kan-Hatori hatadono jinja                     |
| 11 | Kan-Omi hatadono jinja                         | 神麻績機殿神社        | Kan-Omi hatadono no- mamori no kami             | 神麻績機殿神社鎮守神     | Iguchinaka, Matsusaka city                       |
| 12 | Massha of Kan-Omi hatadono jinja; 8 shrines    | 神麻績機殿神社末社8所 | Kan-Omi hatadono no mamori no- mimae no kami    | 神麻績機殿神社鎮守御前神 | in Kan-Omi hatadono jinja                        |
| 13 | Mishiodono jinja                               | 御塩殿神社            | Mishiodono no mamori no kami                    | 御塩殿神社鎮守神         | Futami-chō-Shō, Ise city                         |
| 14 | Aedohashihime jinja                            | 饗土橋姫神社          | Ujibashi no mamori no kami                      | 宇治橋鎮守神             | Uji-Imazaike, Ise city (in front of Kōtai Jingū) |
| 15 | Ōyamatsumi jinja                               | 大山祇神社            | Ōyamazumi no kami                               | 大山祇神                 | in Naikū                                         |
| 16 | Koyasu jinja                                   | 子安神社              | Konohanasakuyahime no mikoto                    | 木華開耶姫命             | in Naikū (side of Ōyamatsumi jinja)              |

|   | naam                   | kanji      | gewijd aan                     | kanji        | locatie                  |
| - | ---------------------- | ---------- | ------------------------------ | ------------ | ------------------------ |
| 1 | Misakadono             | 御酒殿     | Misakadono no kami             | 御酒殿神     | in Gekū                  |
| 2 | Miya no meguri no kami | 四至神     | Miya no meguri no kami         | 四至神       | in Gekū without building |
| 3 | Kami no mii no jinja   | 上御井神社 | Kami no mii no mamori no kami  | 上御井鎮守神 | in Gekū                  |
| 4 | Shimo no mii no jinja  | 下御井神社 | Shimo no mii no mamori no kami | 下御井鎮守神 | in Gekū                  |

|   | naam                            | kanji          | gewijd aan                   | kanji        | locatie                       |
| - | ------------------------------- | -------------- | ---------------------------- | ------------ | ----------------------------- |
| 1 | Wakamiya jinja                  | 若宮神社       | Wakamiya no kami             | 若宮神       | in Takihara no miya           |
| 2 | Nagayuke jinja                  | 長由介神社     | Nagayuke no kami             | 長由介神     | in Takihara no miya           |
| 3 | Kawashima jinja                 | 川島神社       | Kawashima no kami            | 川島神       | same as Nagayuke jinja        |
| 4 | Saminaga jinja                  | 佐美長神社     | Shimonomii no mamori no kami | 大歳神       | Isobe-chō-Erihara, Shima city |
| 5 | Saminaga mimae jinja; 4 shrines | 佐美長御前神社 | Saminaga mimae no kami       | 佐美長御前神 | in Saminaga jinja             |